# Церковь Прокопия (Великий Новгород)
Церковь Проко́пия — недействующий православный храм в Великом Новгороде. Входит в архитектурный ансамбль Ярославова дворища. Находится в южной части Ярославова дворища, в непосредственной близости от церкви Жён-мироносиц и Николо-Дворищенского собора.
Построена в 1529 году по заказу и на средства московского купца Дмитрия Ивановича Сыркова. Освящена во имя святого великомученика Прокопия. Церковь представляет собой миниатюрную (9×12,5 м с притвором) однокупольную трёхапсидную постройку. Имеет три этажа и погреб. Наличие этажности на фасаде не выражено. Завершение кровли восьмискатное, пощипцовое. В архитектурном облике совмещены традиционные новгородские приёмы и новые для того времени московские веяния, в частности — три равновысокие апсиды вместо одной.